# NYC boys
NYC boys（エヌワイシー ボーイズ）とは、日本の7人組男性アイドルグループである。所属芸能事務所はジャニーズ事務所。所属レコード会社はジャニーズ・エンタテイメント。

## グループの由来
「NYC」は中山、山田、知念の頭文字から取られ、ニューヨークシティー（New York City）にも引っ掛けられている。「boys」はB.I.Shadowの4人を示す。

## 略歴
2009年6月7日、ジャニーズJr.のコンサート『フォーラム新記録!!ジャニーズJr.1日4公演やるぞ!コンサート』にて中山優馬 w/B.I.ShadowにHey! Say! JUMPの山田涼介、知念侑李を加えた7人での結成を発表し、初お披露目された。
同年7月15日に中山優馬 w/B.I.Shadowのデビュー曲「悪魔な恋」とともに『女子バレーボールワールドグランプリ2009』のイメージソングである「NYC」を両A面シングルとして発売。
結成当初は『女子バレーボールワールドグランプリ2009』の大会期間中のみで活動するユニットと発表されたが、第60回NHK紅白歌合戦出場などで注目度があがったことから期間限定を解除し、正式ユニットとして今後も活動を続けることがジャニーズ事務所社長・ジャニー喜多川の口から明かされた。
2010年3月2日、中山、山田、知念の3人でNYCとして正式デビューが決定。これについて事務所は「NYC boysが消滅するわけではなく、NYCがメインとなりつつ7人での活動も継続していく」とコメントした。
実質的には活動していないが、2023年時点でも公式に「解散」といったアナウンスはされていない。

## メンバー
- N 中山優馬（なかやま ゆうま、1994年1月13日 - 、A型）
- Y 山田涼介（やまだ りょうすけ、1993年5月9日 - 、B型）
- C 知念侑李（ちねん ゆうり、1993年11月30日 - 、AB型）
- boys（B.I.Shadow）
  - 中島健人（なかじま けんと、1994年3月13日 - 、A型）
  - 菊池風磨（きくち ふうま、1995年3月7日 - 、A型）
  - 松村北斗（まつむら ほくと、1995年6月18日 - 、B型）
  - 髙地優吾（こうち ゆうご、3月8日 - 、A型）

## 作品

### シングル
- 悪魔な恋/NYC（2009年7月15日）

## 出演

### テレビ番組
- ワールドグランプリ 2009 特別番組（2009年8月1日 - 8月15日、フジテレビ）
- ワールドグランプリ 2009 「バレーメモ」（2009年8月3日 - 8月22日、フジテレビ）[9]
- バレーすぽると！（2009年8月7日 - 22日、フジテレビ）
- 第60回NHK紅白歌合戦（2009年12月31日、NHK総合）[5] - 初出場を記念してスポーツ紙の読者プレゼント用に計42枚のオリジナルTシャツが作られた[10][11]。

## サポーター
- 女子バレーボールワールドグランプリ2009（2009年7月31日 - 8月23日、フジテレビ）[4][12]

## コンサート
- フォーラム新記録!!ジャニーズJr.1日4公演やるぞ!コンサート（2009年6月7日、東京国際フォーラム）[1]
- Hey! Say! JUMP WINTER CONCERT 09-10（2009年12月19日 - 2010年1月6日、横浜アリーナ）[13]